# Розелла (птица)
Розе́лла (лат. Platycercus eximius) — птица отряда попугаеобразных. Иногда включают как подвид в вид бледноголовая розелла.

## Внешний вид
Длина тела до 30 см, крыла — до 15 см; вес около 80—130 г. Верхняя сторона спины чёрная, но каждое перо окаймлено зелёно-жёлтым цветом, нижняя часть спины зеленовато-жёлтая. Шея и грудь ярко-красного цвета, нижняя часть груди ярко-жёлтая. Брюшко, надхвостье и бёдра светло-зелёные. Крылья лилово-голубые с чёрными пятнами, рулевые перья синие, на концах светлее и с белыми пятнами на концах боковых перьев. Надхвостье светло-зелёное. Окраска самок более тусклая. Щёки у них серовато-белого цвета, на затылок заходит зелёно-пёстрый окрас верха шеи в форме треугольника, клюв и голова меньших размеров, чем у самцов.

## Распространение
Обитает на юго-востоке Австралии и на острове Тасмания.

## Образ жизни
Населяют открытые ландшафты. Селятся в саваннах, крупных парках, в местах с интенсивной человеческой деятельностью. Питаются семенами дикорастущих и культурных трав (клевер, люцерна, пшеница), фруктами (груши и яблоки). Могут наносить вред культурным посевам, но приносят и пользу, уничтожая сорняки и поедая вредных насекомых.
Полёт розелл волнистый, с частыми взмахами крыльев, на большие расстояния летают неохотно. Легко передвигаются по земле. Голос довольно громкий, но не неприятный, в брачный период самцы издают мелодичный свист, почти пение.

## Размножение

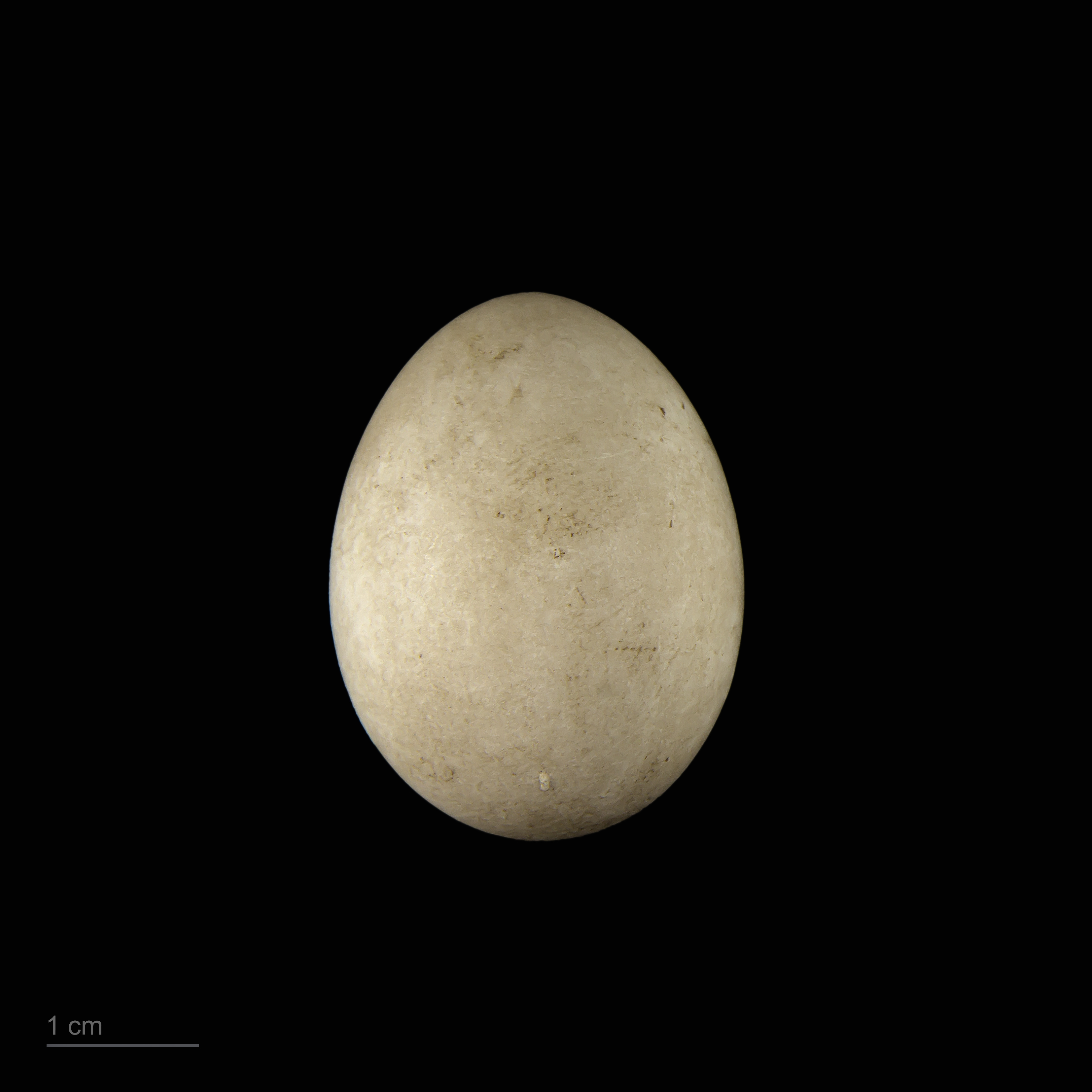
яйцо Platycercus eximius — Тулузский музеум

Гнёзда устраивают в пустотах больших ветвей, но могут гнездиться и в пустых норах кроликов, щурок, расположенных в крутых глинистых берегах, гнездятся они даже на столбах и изгородях; обычно невысоко над землёй.
Во время токования самец совершает брачный танец: он ходит вокруг самки в гордой позе, приподнимает перья и периодически распускает веером хвост. Танец сопровождается особыми звуками. Самка принимает позу птенца, который просит корм, и издаёт скрипящие звуки. Потом самец прекращает токование и начинает её кормить. Подобное повторяется несколько раз. Самка сносит 4—6 белых яиц, иногда до 9, с интервалом в один день. Насиживание начинает после откладки 2-го и 3-го яйца и продолжает 22—24 дня. Во время насиживания самка не покидает гнезда, а самец её кормит.
Птенцы вылупляются слепые, покрытые светлым пухом. Они очень быстро растут и покидают гнездо в возрасте 30 дней, но родители подкармливают их ещё 10—15 дней.

## Содержание
Быстро привыкают к человеку, ведут себя спокойно, некрикливы. Могут научиться произносить несколько слов, а чаще выучивают какую-нибудь мелодию, которую и воспроизводят. При хороших условиях содержания птицы живут более 30 лет. Иногда размножаются.

## Классификация
Вид включает в себя 3 подвида:
- Platycercus eximius diemensis North, 1911 — тасманийский подвид, наиболее редкий и меньше всех по величине. Величина взрослых птиц не превышает 30 см. Имеет белые яркие щёки, голова и грудь окрашены более интенсивно, чем у остальных подвидов, а красный цвет «фартука» на груди доходит до брюха.
- Platycercus eximius elecica Schodde & Short, 1989
- Platycercus eximius eximius (Shaw, 1792) — длина тела 32—33 см. Имеют жёлто-зелёную окраску нижней части туловища (часть груди и брюхо), подхвостье зелёного цвета, а перья спины чёрные с жёлтой каймой.

Некоторые учёные выделяют также подвид Platycercus eximius ceciliae — длина тела 32—33 см. Перья спины чисто-жёлтые, без чёрного цвета в центре. Низ туловища также жёлтый.

## Галерея

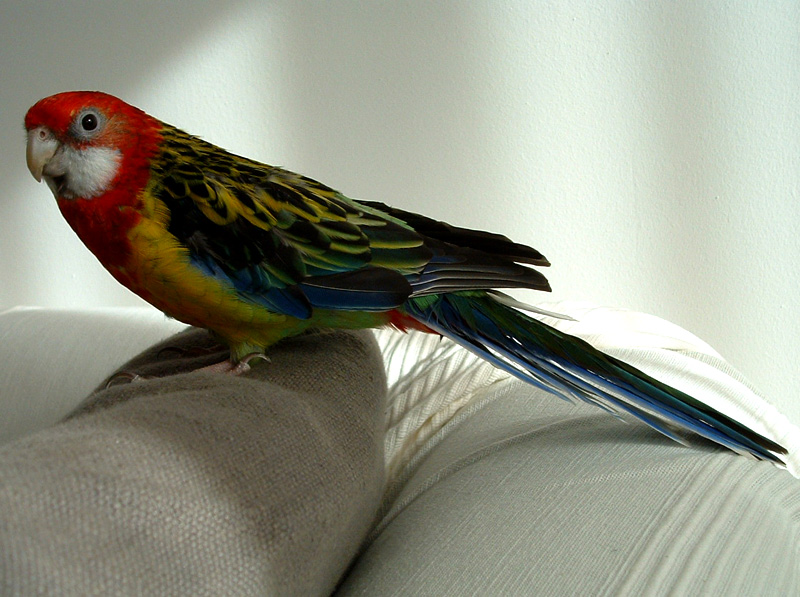
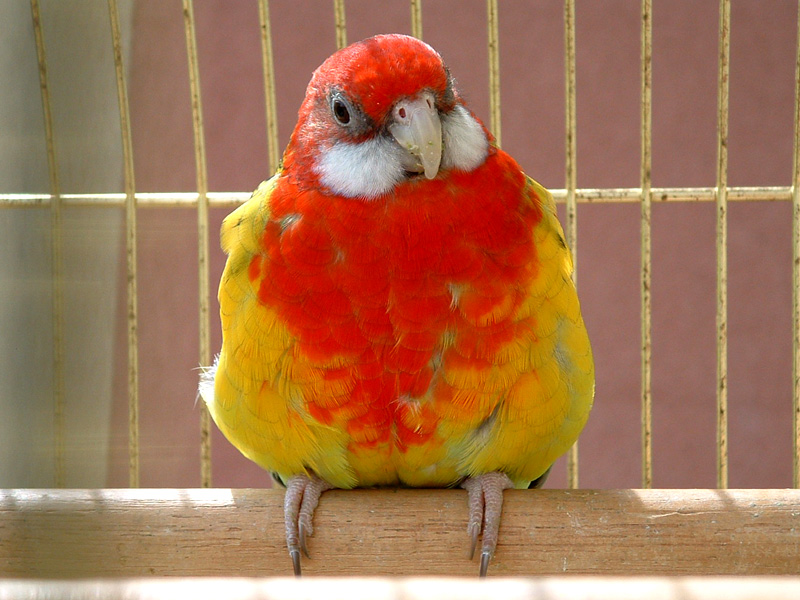
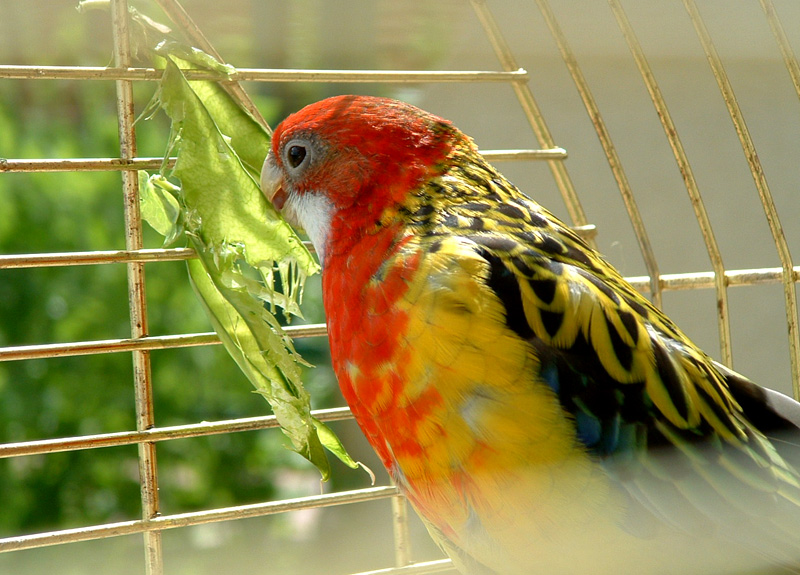